# Eva-Maria Schön

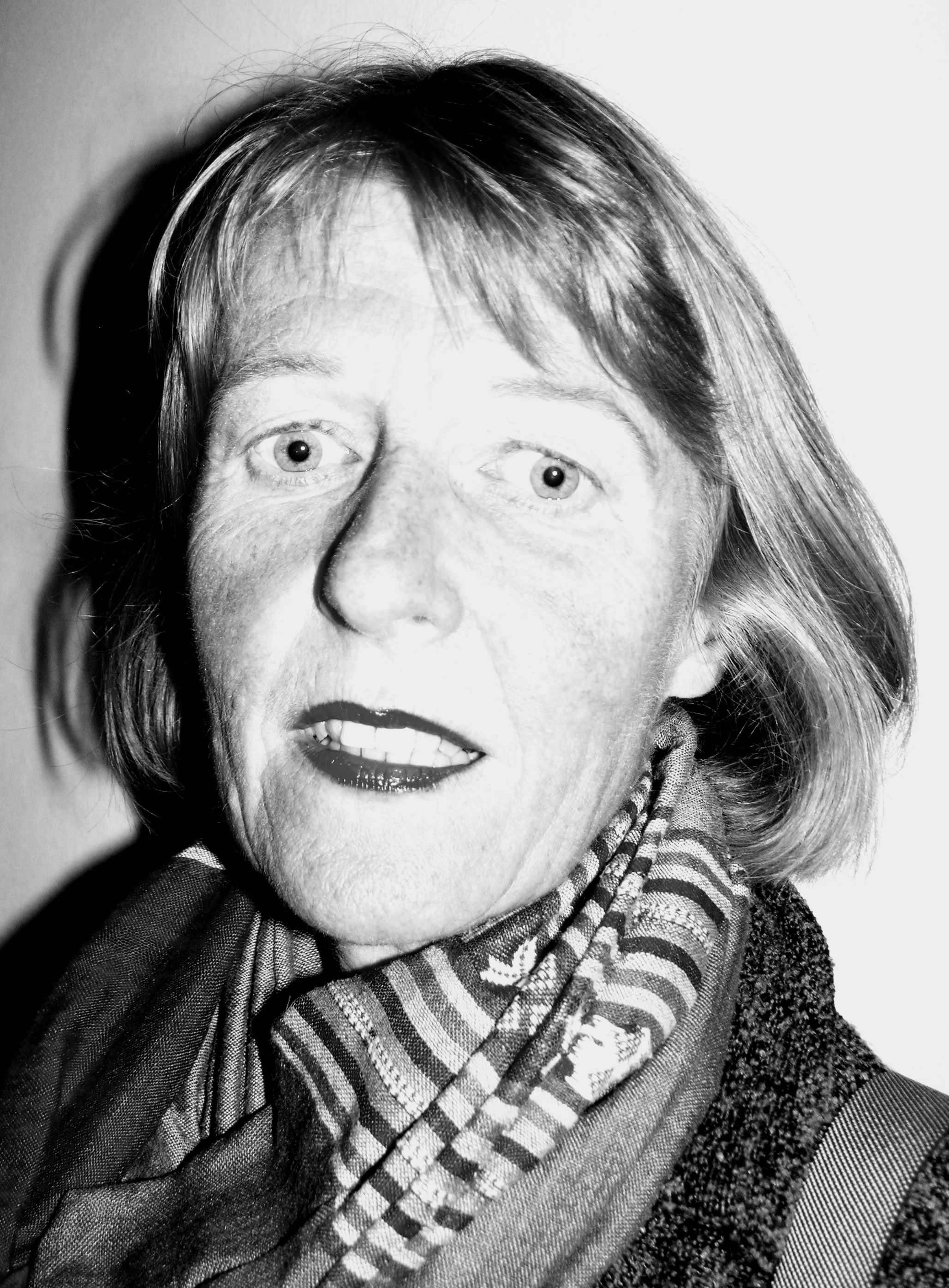
Eva-Maria Schön

Eva-Maria Schön (* 1948 in Dresden) ist eine deutsche Künstlerin.

## Leben
Eva-Maria Schön absolvierte von 1966 bis 1969 bei Lore Bermbach in Düsseldorf eine Ausbildung als Fotografin, studierte von 1970 bis 1974 an der Fachhochschule Düsseldorf und von 1974 bis 1978 an der Staatlichen Kunstakademie Düsseldorf bei Klaus Rinke. Seit 1980 lebt sie in Berlin. 1982 wurde sie in Florenz mit dem Villa-Romana-Preis ausgezeichnet, 1983/84 mit dem Karl-Schmidt-Rottluff-Stipendium. Ihr Werk umfasst insbesondere Installationen, Performance, Fotografie und Zeichnungen, wobei viele ihrer Werke sich mehrerer dieser Elemente bedienen, so ihre Arbeiten Unterwasserbrücke im Kunstmuseum Oslo 1999 mit sieben hochvergrößerten Makrofotos, Sehen und Denken an der Kunstakademie Berlin 2002 bestehend aus zwei Vitrinen mit zerknüllten Kunstabbildungen und Texten über Kunst, und Licht 2005, eine Installation mit dem Licht ausgesetzten Fotopapieren. Zeichnungen und Fotografien sind oft auch Bestandteil ihrer Performances. Ihre Zeichnungen sind häufig mit gespachtelter Tusche ausgeführt. Ihr Werkbegriff ist von Prozesshaftigkeit geprägt.
Eva-Maria Schön ist Mitglied im Deutschen Künstlerbund. Sie lebt in Berlin.

## Ausstellungen

### Einzelausstellungen
- 1996: Galerie Thomas Schulte in Berlin
- 2002: Kunsthalle Altdorf in Ettenheim
- 2005: Kunstverein Friedrichshafen
- 2006: Kunstverein Ruhr in Essen
- 2007: Neuer Kunstverein Gießen
- 2006: realisierte sie auch ein Installationsprojekt an den chinesischen Kunsthochschulen in Peking und Wuhu.

### Gruppenausstellungen
- 1976 Museum Wiesbaden[3]

## Lehraufträge
Seit den 1980er Jahren hatte Eva-Maria Schön mehrere Lehraufträge, darunter an der Kunsthochschule Bremen, an der Marmara-Universität in Istanbul und am Santa Barbara College of Creative Studies sowie später auch Gastprofessuren an der Hochschule der Künste Berlin, an der Justus-Liebig-Universität Gießen und an der Kunsthochschule Kassel.

## Auszeichnungen
- 2020: Fritz-Winter-Preis